# Psècrids
Els psècrids (Psechridae) són una família d'aranyes araneomorfes. Són cribel·lades i construeixen teranyines d'aquests tipus. Tenen similituds amb els licòsids, i són les cribel·lades de mida més gran; poden passar dels 2 cm i fer xarxes de més d'1 m de diàmetre. S'han trobat espècies de Psechrus per damunt dels 2300 m d'altitud a Taiwan.
Les femelles de Psechrus porten el seu sac d'ous en els quelícers, d'una manera similar com ho fan els pisàurids, que no són cribel·lats, però amb les que hi ha també un parentiu proper. Presenten algunes característiques habituals de les aranyes no cribel·lades com són el tenir cura de la prole i la presència d'un colulus sense una funció aparent coneguda.
Es troben en la zona del Pacífic occidental: Xina, Myanmar, les Filipines i Tailàndia. Viuen en coves on construeixen unes teranyines horitzontals en els sostres i se situen a la part de sota. Tenen cames molt llargues amb el darrer element molt flexible.

## Sistemàtica
Segons el World Spider Catalog amb data de 5 de gener de 2019, aquesta família té reconeguts 2 gèneres i 61 espècies de les quals 57 són del gènere Psechrus. El creixement dels darrers anys és destacable, ja que el 28 d'octubre de 2006 es reconeixien 2 gèneres i 24 espècies; és a dir, 37 espècies més. Els 2 gèneres són:
- Fecenia Simon, 1887
- Psechrus Thorell, 1878

### Superfamília Lycosoidea
Els psècrids havien format part dels licosoïdeus (Lycosoidea), una superfamília formada per dotze famílies entre les quals cal destacar pel seu nombre d'espècies: els licòsids (2.304), els ctènids (458), els oxiòpids (419) i els pisàurids (328). Les aranyes, tradicionalment, havien estat classificades en famílies que van ser agrupades en superfamílies. Quan es van aplicar anàlisis més rigorosos, com la cladística, es va fer evident que la major part de les principals agrupacions utilitzades durant el segle XX no eren compatibles amb les noves dades. Actualment, els llistats d'aranyes, com ara el World Spider Catalog, ja ignoren la classificació de superfamílies.